# Ivjanec
Ivjanec (in bielorusso Iвянец?) o Ivenec in russo Ивенец?), originariamente conosciuta come Givenech (probabilmente derivato dal lituano gyventi - "vivere") è una borgata situata nel distretto di Valožyn (parte della regione di Minsk), in Bielorussia.

## Storia
Si trova in una zona collinare e boscosa sul fiume Volma. Questa cittadina è menzionata a partire dal XIV secolo, come feudo del granduca di Lituania, Vitoldo. Dalla fine del XV secolo fu un insediamento privato della famiglia Sollohub e nel 1793 entrò a far parte dell'Impero russo. A circa 15 km di distanza dalla piccola città, nacque l'11 settembre 1877, presso la tenuta di famiglia "Dzeržinovo", il politico e rivoluzionario sovietico Feliks Ėdmundovič Dzeržinskij. Dal 1939 divenne una cittadina bielorussa, tuttavia, tra il 1941 e il 1944, fu soggetta all'occupazione tedesca. La città è rinomata per le ceramiche.

## Galleria d'immagini

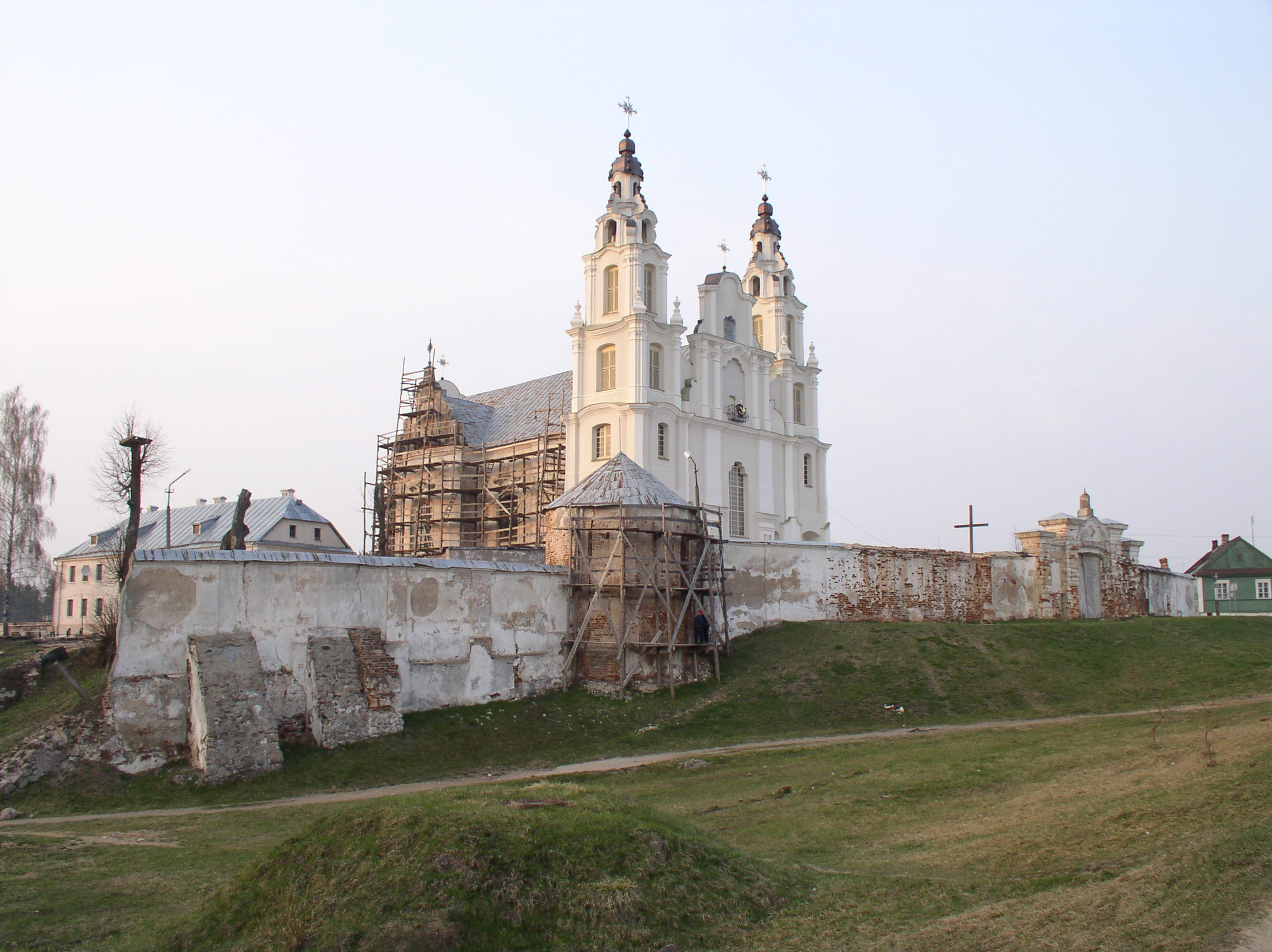
Chiesa cattolica di Michele Arcangelo (simbolo della città), costruita tra il 1744 e il 1750
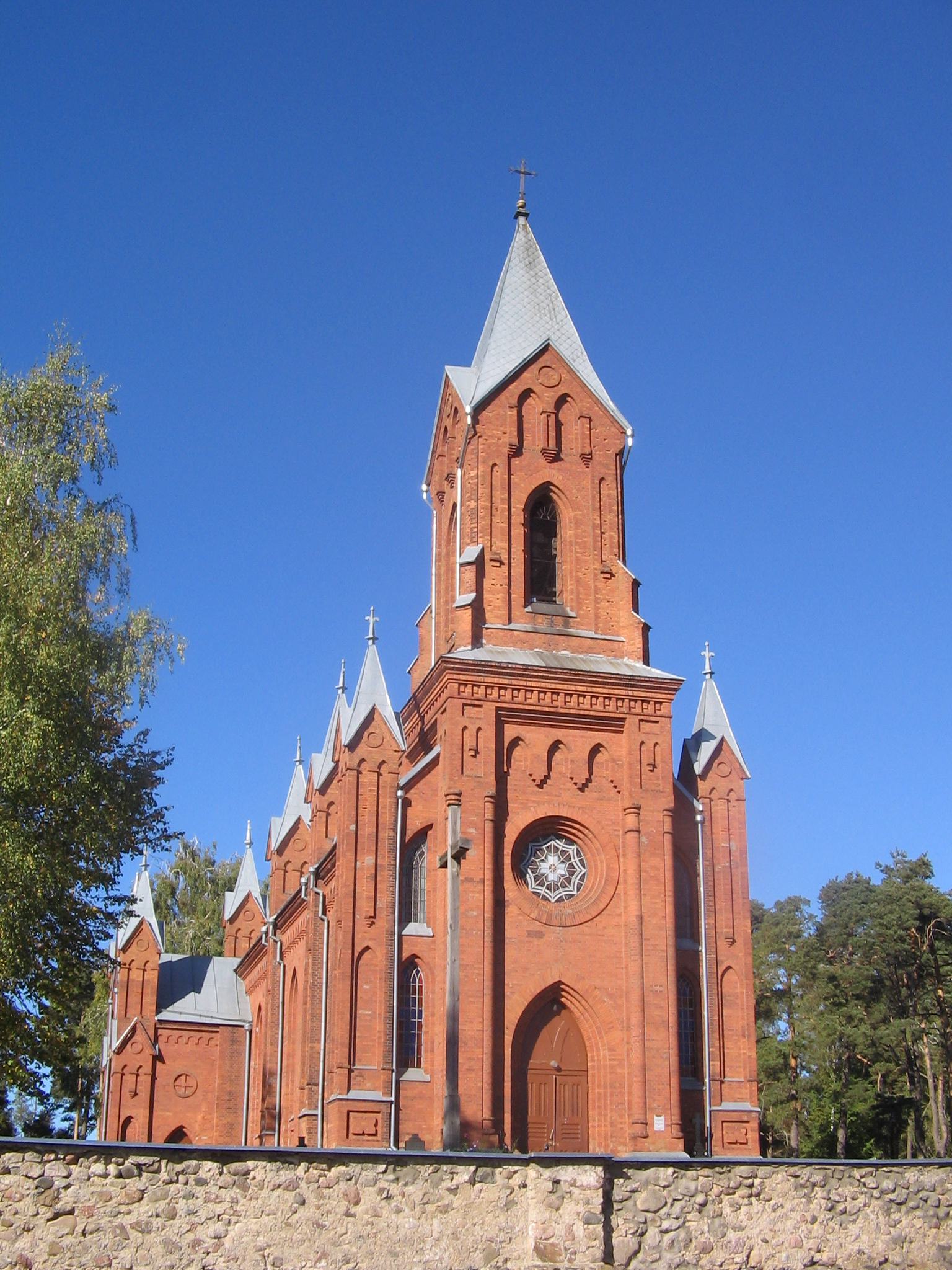
Chiesa cattolica di S. Alessio, costruita tra il 1905 e il 1907
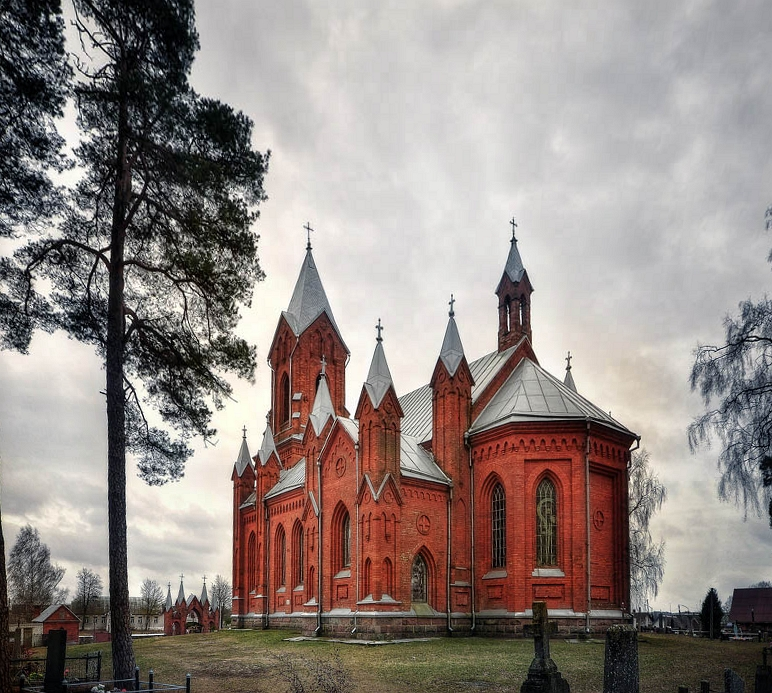
Chiesa cattolica di S. Alessio (retro)
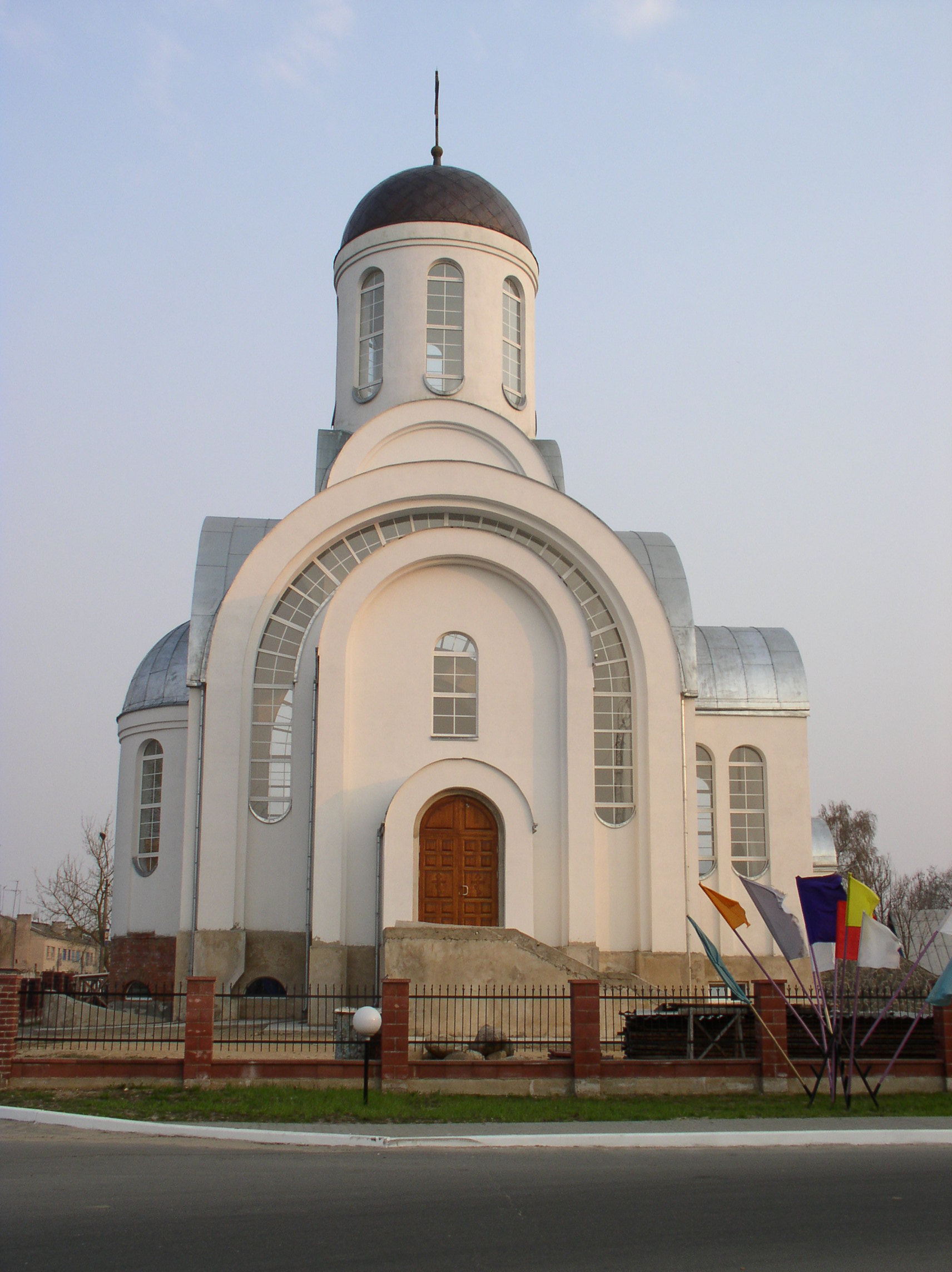
Chiesa ortodossa di San Eufrosina, costruita nel 1998